# Formiana dentilineata
Formiana dentilineata là một loài bướm đêm trong họ Geometridae.